# منتخب ويلز لاتحاد الرغبي
منتخب ويلز الوطني لاتحاد الرغبي هو ممثل ويلز الرسمي في المنافسات الدولية في اتحاد الرغبي. تأسس في 19 فبراير 1881.

## التاريخ

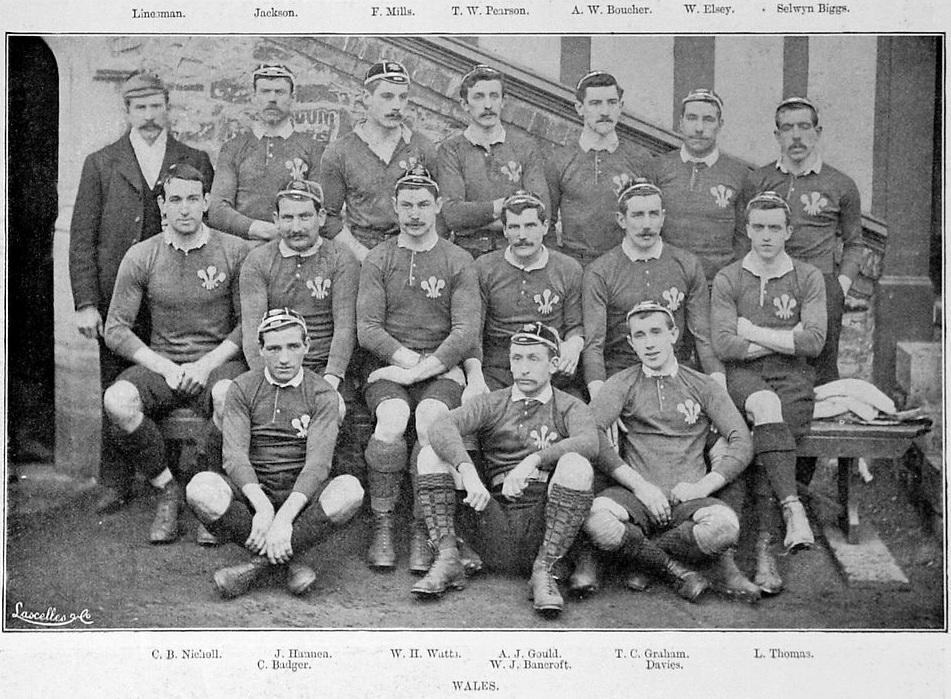
فريق ويلز عام 1895 قبل أن يلعب مع إنجلترا في بطولة أمم الوطن الأم

### السنوات المبكرة (1881–1892)
تأسس اتحاد الرجبي في ويلز في عام 1850، عندما أصبح القس رولاند ويليامز نائبًا لمدير كلية سانت ديفيدز، لامبيتر، وأدخل الرياضة إلى هناك. لعبت ويلز أول مباراة دولية لها في 19 فبراير 1881. نظمها ريتشارد مولوك لاعب نيوبورت وقائده جيمس بيفان، لعبوا ضد إنجلترا، حيث خسروا بسبعة أهداف وهدف واحد وستة محاولات لصفر (82-0 في حسبة الأهداف الحديثة). في 12 مارس 1881، تم تشكيل اتحاد الرجبي الويلزي في فندق القلعة، نيث. بعد ذلك بعامين، لعبت بطولة أمم الوطن الأم - حاليًا: بطولة الأمم الستة - لأول مرة، لكن ويلز لم تسجل أي فوز. ومع ذلك، تم تطوير لعبة الركبي في ويلز، وبحلول تسعينيات القرن التاسع عشر، قدم الويلزي تشكيل «أربعة ثلاثة أرباع» - مع سبعة ظهورين وثمانية مهاجمين بدلاً من ستة ظهورين وتسعة مهاجمين - وهو ما أحدث ثورة في الرياضة وتم اعتماده في نهاية المطاف بشكل شبه عالمي في المستوى الدولي ومستوى الأندية.

### الفترة الذهبية الأولى (1893-1913)

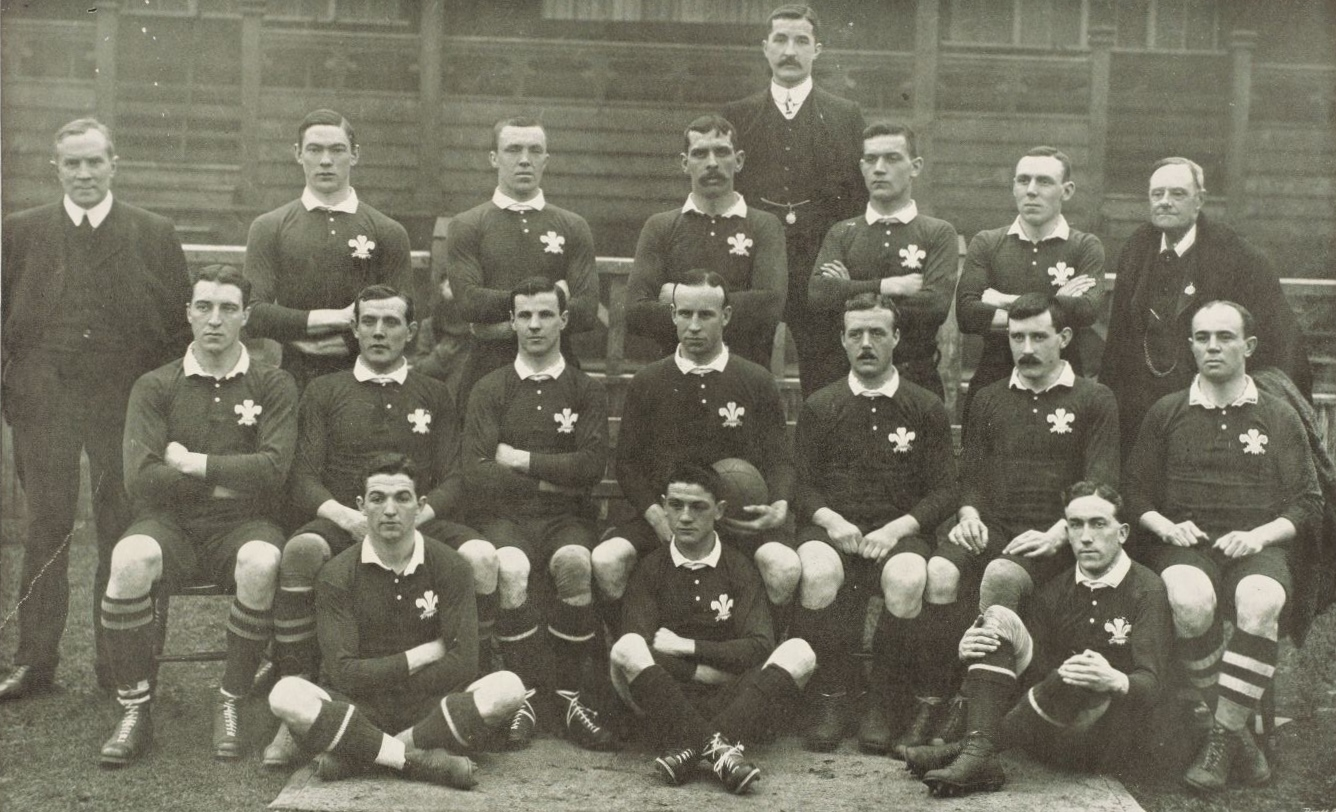
فريق ويلز 1905 الذي هزم نيوزيلندا

بتشكيل «أربعة أرباع الثلاثة»، فازت ويلز ببطولة أمم الوطن الأم للمرة الأولى في عام 1893، وفازت بالتاج الثلاثي. فازت ويلز بعد ذلك بالبطولة في عام 1900، معلنةً بذلك «العصر الذهبي» للرجبي الويلزي، والذي استمر حتى عام 1911. وفازوا بتاجين آخرين في عامي 1902 و 1905،  وفازوا بالمركز الثاني في أعوام 1901 و 1903 و 1904.
في عام 1906، فازت ويلز مرة أخرى ببطولة أمم الوطن الأم، وفي وقت لاحق من ذلك العام لعبت جنوب إفريقيا لأول مرة. كان ويلز هو المرشح للفوز بالمباراة، لكن جنوب أفريقيا سيطرت على المهاجمين وفازت في النهاية 11-0. بعد ذلك بعامين، في 12 ديسمبر 1908، لعبت ويلز دور الأستراليين المتجولين، الذين هزموا 9-6.
في عام 1909، فازت ويلز ببطولة أمم الوطن الأم، ثم في عام 1910 - مع ضم فرنسا - أول خمس دول. في عام 1911، فازت ويلز بأول بطولة لخمس أمم في البطولات الأربع الكبرى، وفازت بجميع مبارياتها في البطولة. كانت هزيمة إنجلترا لويلز في كارديف في عام 1913 أول خسارة لويلز على أرضها أمام إحدى أمم الوطن الأم منذ عام 1899، وأول خسارة على أرضها أمام إنجلترا منذ عام 1895.  جاءت الحرب العظمى في عام 1914 وتم تعليق لعبة الرغبي طوال هذه المدة.

#### مباراة القرن

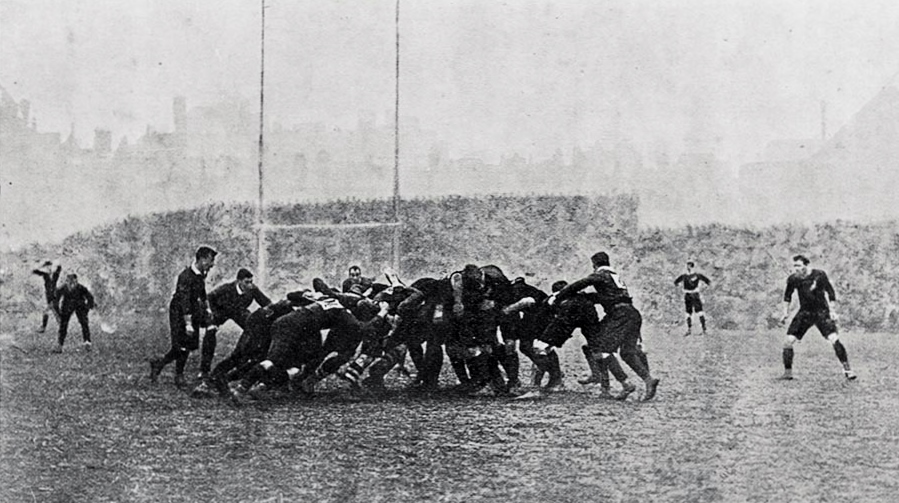
انتصار ويلز على فريق Original All Blacks النيوزلندي في عام 1905

عندما واجه ويلز نيوزيلندا في كارديف آرمز بارك في أواخر عام 1905، لم يخسروا على أرضهم منذ عام 1899. كان هذا الفريق النيوزيلندي - المشار إليه باسم The Original All Blacks - أول فريق من نصف الكرة الجنوبي يزور الجزر البريطانية،ولم يهزم في جولته حتى تلك اللحظة، بعد أن تغلب بالفعل على إنجلترا وإيرلندا واسكتلندا. قبل المباراة، قام فريق نيوزيلندا بأداء هاكا (رقصة ماوري)؛ استجاب الحشد البالغ قوامه 47000 فرد بالنشيد الوطني الويلزي - Hen Wlad Fy Nhadau («أرض آبائي») - وهي المرة الأولى التي يتم فيها غناء نشيد وطني قبل مباراة رياضية. سجل جناح ويلز تيدي مورغان محاولة لمنح ويلز التقدم 3-0، قبل أن يدعي بوب دينز لاعب نيوزيلندا أنه سجل محاولة، فقط ليتم جره خلف خط المرمى قبل وصول الحكم. منح الحكم لويلز وسكروم وظلت النتيجة على حالها؛ فازت ويلز 3-0. كانت الخسارة هي الهزيمة الوحيدة لنيوزيلندا في جولتهم المكونة من 35 مباراة.

### فترة ما بعد الحرب (1920–1968)

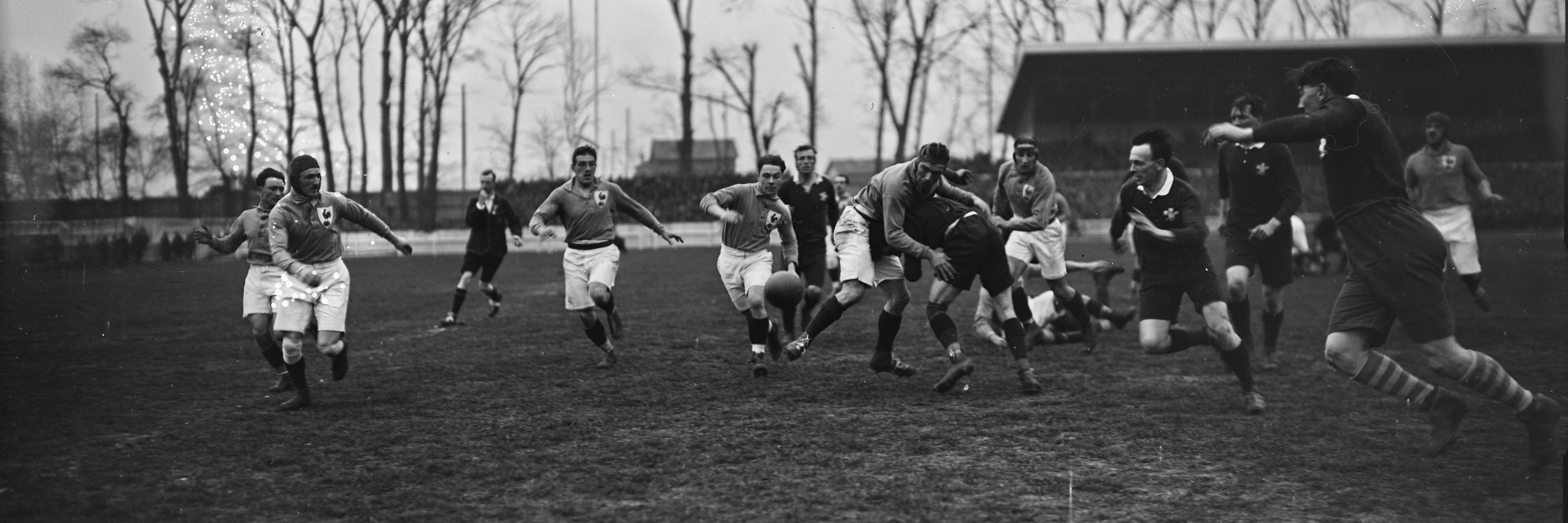
ويلز تلعب مع فرنسا خلال بطولة الأمم الخمس عام 1922

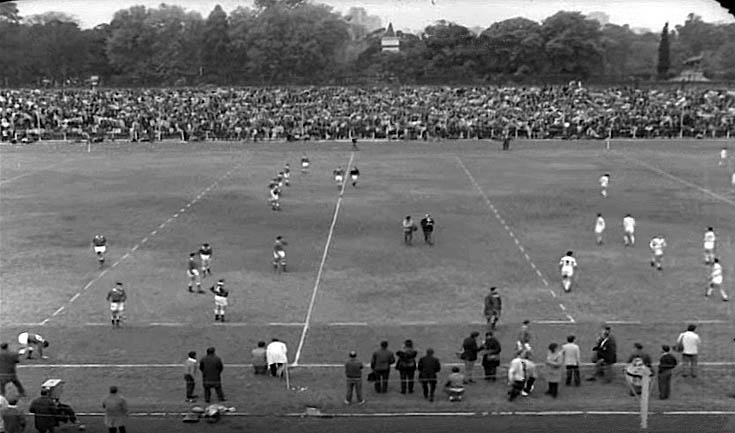
ويلز أمام الأرجنتين في ملعب جيبا في سبتمبر 1968

شهدت سنوات ما بعد الحرب العالمية الأولى انخفاضًا في لعبة الرغبي الويلزية. ضرب الركود الصناعي البلاد، وأضر بجنوب ويلز على وجه الخصوص. عكست النتائج الدولية الويلزية في عشرينيات القرن الماضي أداء الاقتصاد: من أصل 42 مباراة، فازوا بـ 17 مباراة فقط، وثلاث تعادلات. هاجر نصف مليون شخص من ويلز للبحث عن عمل في مكان آخر خلال فترة الكساد؛وشمل ذلك العديد من اتحاد الرجبي الويلزي الدولي، الذين انتقلوا إلى قانون الاحتراف في دوري الرجبي. بين عامي 1923 و 1928، حقق ويلز سبعة انتصارات فقط - خمسة منها ضد فرنسا. ومع ذلك، تمكنت حتى فرنسا من هزيمة ويلز في ذلك العقد، محققة انتصارها الأول في عام 1928. عكست سياسة الاختيار الويلزية الاضطرابات في منتصف عشرينيات القرن الماضي. في عام 1924، تم اختيار 35 لاعبًا مختلفًا لمباريات ويلز الأربع، مع قائد مختلف لكل منها، وفقط إدوارد واتكينز في الخلف وتشارلي بوج في المهاجمين لعبوا في جميع المباريات الأربع.
أعقب ذلك عودة الاقتصاد واتحاد الرجبي في الثلاثينيات، وفي عام 1931، فازت ويلز بأول بطولة لها منذ تسع سنوات. في ذلك العام، وللمرة الأولى منذ الحرب العالمية الأولى، احتفظت ويلز بنفس الفريق لمباراتين متتاليتين عندما واجهوا إنجلترا واسكتلندا. بعد ذلك، في عام 1933، هزم واتسين توماس بقيادة واتسين توماس إنجلترا في تويكنهام. في عام 1935، تغلبت ويلز على فريق نيوزيلندا المتجول 13-12، حيث ظهر هايدن تانر لأول مرة. على الرغم من تعليق بطولة الأمم الخمس خلال الحرب العالمية الثانية، لعبت ويلز مباراة خيرية للصليب الأحمر ضد إنجلترا في كارديف في عام 1940، وخسرت 18-9.
بعد الحرب العالمية الثانية، لعبت ويلز مع فريق الجيش النيوزيلندي (الكيوي) في عام 1946، وخسر 11-3. استؤنفت الدول الخمس (التي تم تعليقها أثناء الحرب) في عام 1947، عندما تقاسمت ويلز اللقب مع إنجلترا. على الرغم من أن ويلز تكبدت أول هزيمة على أرضها أمام فرنسا في عام 1948،فقد فازوا بأول بطولة كبرى في بطولة الأمم الخمس الكبرى منذ عام 1911 في عام 1950. في العام التالي، خسروا 6-3 أمام الجولات جنوب إفريقيا، على الرغم من هيمنتهم على الفرق. حققوا آخر جراند سلام في عام 1952، تلاه فوز 13-8 على نيوزيلندا في عام 1953. في عام 1954، استضافت سانت هيلين في سوانسي (مكان دولي ويلزي منذ عام 1882) آخر مشاركة دولية لها وأصبحت كارديف آرمز بارك رسميًا موطنًا للفريق الويلزي. في عام 1956، فازت ويلز مرة أخرى بلقب الأمم الخمس، لكنهم لم يستعيدوا اللقب حتى عام 1964 ولم يفوزوا به حتى عام 1965.
قامت ويلز بأول جولة خارجية لها في عام 1964، حيث لعبت عدة ألعاب واختبار واحد في جنوب إفريقيا. خسروا الاختبار ضد جنوب إفريقيا في ديربان 24-3، وهي أكبر هزيمة لهم منذ 40 عامًا. في الاجتماع العام السنوي لـ WRU في ذلك العام، أعلن رئيس WRU المنتهية ولايته D. Ewart Davies أنه "كان واضحًا من تجربة جولة جنوب إفريقيا أن الموقف الأكثر إيجابية تجاه اللعبة كان مطلوبًا في ويلز. بدأ هذا ثورة التدريب. تم تكليف لجنة التدريب في WRU - التي تم إنشاؤها في أواخر الخمسينيات من القرن الماضي - بمهمة تحسين جودة التدريب، وفي يناير 1967، تم تعيين راي ويليامز منظم التدريب. تم تعيين أول مدرب وطني، ديفيد ناش، في عام 1967 لتدريب ويلز لهذا الموسم، لكنه استقال عندما رفض اتحاد WRU السماح له بمرافقة ويلز في جولتهم في الأرجنتين عام 1968. في نهاية المطاف، عكس اتحاد WRU قراره، وعين كلايف رولاندز للقيام بجولة كمدرب. من بين المباريات الست، فازت ويلز بثلاث مباريات وتعادل في اثنتين وخسر واحدة.

### الفترة الذهبية الثانية (1969–1979)
تمتعت ويلز «بالعصر الذهبي» الثاني في السبعينيات، مع لاعبين عالميين مثل جاريث إدواردز، جي بي آر ويليامز، جيرالد ديفيز، باري جون، وميرفين ديفيز. سيطرت ويلز على لعبة الركبي في نصف الكرة الشمالي بين عامي 1969 و 1979، وحققت رقماً قياسياً لا يُصدق من الانتصارات، حيث خسرت سبع مرات فقط خلال تلك الفترة. قام ويلز بجولة في نيوزيلندا لأول مرة في عام 1969، لكنها هُزمت في كلتا المباراتين. في الاختبار الثاني، الذي خسروا فيه 33-12، سجل الظهير النيوزيلندي فيرغي ماكورميك 24 نقطة. وهو رقم قياسي في ذلك الوقت.
في عام 1970، تقاسمت ويلز منتخب الدول الخمس مع فرنسا، وسجلت تعادل 6-6 مع جنوب أفريقيا في كارديف. في العام التالي، سجلت ويلز أول بطولة خمس أمم كبرى لها منذ عام 1952. وباستخدام 16 لاعباً فقط في أربع مباريات، حقق فريق 1971 فوزهم الأكثر شهرة في البطولة بفوزهم على اسكتلندا؛ بعد آخر- دقيقة من محاولة جيرالد ديفيز التي قلصت تقدم اسكتلندا إلى 18-17، أطلق الجناح جون تايلور تحويلاً من الخط الجانبي الموصوف بأنه «أكبر تحويل منذ سانت بول» ليمنح ويلز الفوز 19-18. ساهمت ويلز بعدد من اللاعبين أكثر من أي فريق آخر في فريق الأسود البريطاني الذي قام بجولة في نيوزيلندا في ذلك العام. أصبحت تلك الأسود هي الوحيدة التي فازت بسلسلة على نيوزيلندا.
في بطولة الأمم الخماسية لعام 1972، رفضت ويلز واسكتلندا السفر إلى أيرلندا في ذروة الاضطرابات بعد تلقيها تهديدات يُزعم أنها من الجيش الجمهوري الأيرلندي. البطولة ظلت دون حل مع ويلز وأيرلندا دون هزيمة. على الرغم من أن الدول الخمس كانت تعادلًا خماسيًا في عام 1973، إلا أن الويلزية هزمت أستراليا 24-0 في كارديف.
فاز ويلز بعد ذلك ببطولة الدول الخمس في عام 1975، وفي عام 1976، فازت ويلز بثاني بطولات كبرى في العقد. تمامًا مثل أول مرة في عام 1971، استخدموا 16 لاعباً فقط في مبارياتهم الأربع. كرروا هذا الإنجاز في عام 1978، وفي هذه العملية، أصبحوا أول فريق يفوز بثلاثة ألقاب ثلاثية متتالية. بعد المباراة النهائية لخمس دول في عام 1978، تقاعد كل من فيل بينيت وجاريث إدواردز من لعبة الركبي.
استضافت ويلز نيوزيلندا في كارديف آرمز بارك في نوفمبر 1978، وخسر 13-12 بعد هدف متأخر من ركلة جزاء من قبل الظهير النيوزيلندي البديل، بريان ماككني. كانت ركلة الجزاء مثيرة للجدل لأن لاعب نيوزيلندا آندي هادن خرج من تشكيلة في محاولة لكسب ركلة جزاء. اعترف هادن لاحقًا بأنه هو وفرانك أوليفر قد اتفقا مسبقًا على هذا التكتيك في حال وجدا نفسيهما في مواجهة صعوبات. تم انتقاد الحكم روجر كويتنتون من قبل الصحافة لفشله في ملاحظة الغطس، لكنه ذكر لاحقًا أنه تم إصدار ركلة جزاء ضد ويلش لوك جيف ويل لقفزه من كتف أوليفر. قال Quittenton في وقت لاحق، «تصور هادن أن غطسه يضمن العقوبة. هذه حمولة من القمامة». ثم ذهبت ويلز للفوز عام 1979 بفوز خمس دول بتاج ثلاثي.

### فترة الركود (1980-2003)

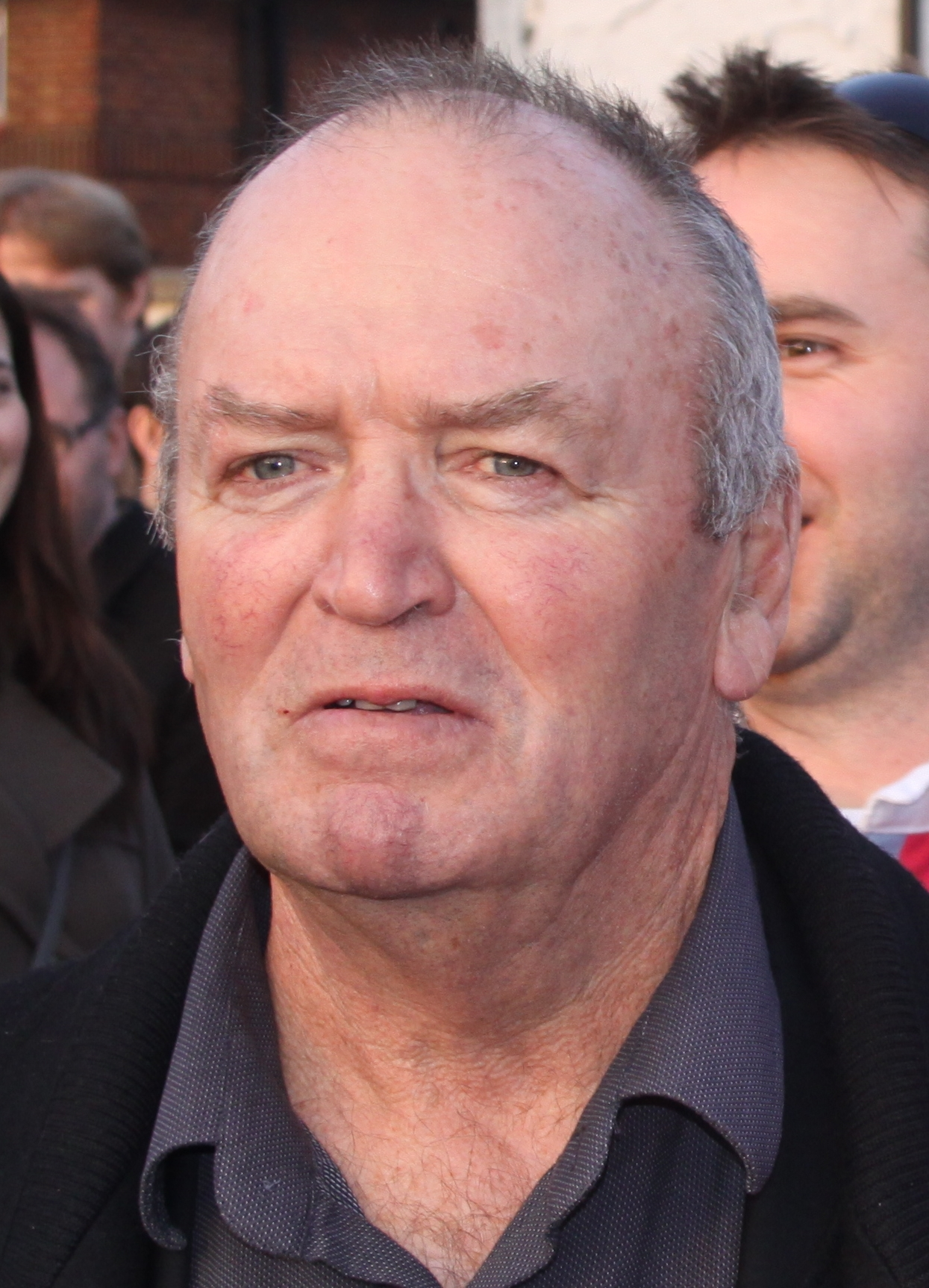
درب النيوزيلندي غراهام هنري منتخب ويلز بفوزه التجريبي الأول على جنوب إفريقيا في 1999.

في عام 1980، الذكرى المئوية لاتحاد الرجبي الويلزي، خسرت ويلز 23-3 أمام نيوزيلندا في كارديف، وسجل فريق أول بلاكس أربع محاولات لصفر. فاز ويلز بمباراتين في بطولات الأمم الخمس في كل من 1980 و 1981، وفي عام 1983 كانت مستاءة تقريبًا من اليابان، حيث فازت 29-24 في كارديف. في عام 1984، هزمت أستراليا ويلز 28-9 في كارديف آرمز بارك.
حققت ويلز فوزًا واحدًا فقط في بطولة الأمم الخمس الخمس لعام 1987 قبل أن تشارك في افتتاح كأس العالم للرجبي. هزم ويلز أيرلندا في مباراة البلياردو الحاسمة، قبل أن تهزم إنجلترا في ربع النهائي. ثم واجهوا نيوزيلندا المضيفة، التي فازت بنتيجة 49-6، لكنها فازت على أستراليا في مباراة تحديد المركز الثالث وحصلت على المركز الثالث. في العام التالي فازت ويلز بالتاج الثلاثي لأول مرة منذ عام 1979، ولكن الهزائم الثقيلة في جولة لنيوزيلندا في وقت لاحق من ذلك العام شهدت نهاية عدد من مسيرة لاعبي ويلز، حيث تحول العديد منهم إلى دوري الرجبي.
وصلت لعبة الرجبي الويلزية إلى الحضيض عندما عانت ويلز من أول بطولة أمم خماسية لها؛ كانوا قد أزعجوا ضايقوا في عام 1989 لتجنب خسارة جميع مباريات البطولة في ذلك الموسم، ولكن في عام 1990، هُزمت ويلز في جميع مباريات الدول الخمس الأربعة للمرة الأولى، قبل أن تفعل الشيء نفسه تقريبًا في العام التالي. شهدت نهائيات كأس العالم 1991 المزيد من الإحباط، عندما خسرت ويلز أمام ساموا في مباراتهم الافتتاحية. خسارة ثانية في دور المجموعات، 38-3 أمام أستراليا، مما أدى إلى إقصاء ويلز من البطولة.
بعد فوزها في مباراتين من خمس دول في عام 1992، وواحدة في عام 1993، فازت ويلز بالبطولة عام 1994 بفارق النقاط. لكن بدون هزيمة أستراليا أو نيوزيلندا أو جنوب إفريقيا خلال فترة كأس العالم، وخسروا جميع مبارياتهم الأربعة مرة أخرى في بطولة الأمم الخمس لعام 1995، لم تكن ويلز تعتبر منافسًا رئيسيًا لكأس العالم للرجبي عام 1995. في كأس العالم 1995، بعد فوزه الشامل على اليابان، خسر ويلز أمام نيوزيلندا. هذا يعني أنهم بحاجة إلى هزيمة أيرلندا للتأهل إلى ربع النهائي. خسرت ويلز 24-23 وفشلت بالتالي في تجاوز مرحلة البلياردو للمرة الثانية، وفي وقت لاحق من ذلك العام، حل كيفن بورينغ محل أليك إيفانز ليصبح أول مدرب لويلز بدوام كامل.
دفعت الهزائم القياسية بفارق 51-0 أمام فرنسا و 96-13 أمام جنوب إفريقيا اتحاد الرغبي الويلزي لتعيين النيوزيلندي جراهام هنري كمدرب في 1998. حقق هنري نجاحًا مبكرًا كمدرب، وقاد ويلز إلى 10 انتصارات متتالية؛ وشمل ذلك فوز ويلز الأول على جنوب إفريقيا، بفوز 29-19 في المباراة الأولى التي أقيمت على ملعب الألفية. ونتيجة لذلك، أطلق على هنري لقب «المخلص العظيم» من قبل وسائل الإعلام والمشجعين الويلزيين، في إشارة إلى السطر الافتتاحي لأغنية Cwm Rhondda ، وهي أغنية مشهورة بين عشاق لعبة الركبي الويلزية.. استضافت ويلز كأس العالم 1999، وتأهلت إلى ربع النهائي لأول مرة منذ عام 1987، لكنها خسرت 24-9 أمام أستراليا البطل في نهاية المطاف. أدى عدم النجاح في الدول الخمس والسادسة (انضمت إيطاليا إلى البطولة في عام 2000)، وخاصة عدد من الخسائر الفادحة أمام أيرلندا، إلى استقالة هنري في فبراير 2002 ؛ تولى مساعده ستيف هانسن المنصب.
خلال فترة هانسن، نفذ اتحاد الرغبي الويلزي تغييرًا كبيرًا في هيكل اللعبة محليًا. تم تقديم الفرق الإقليمية كطبقة أعلى من الهياكل التقليدية القائمة على الأندية في عام 2003، وأصبحت الفرق الإقليمية الخمسة (فيما بعد أربعة) المستوى الأعلى للرجبي المحترف المحلي في البلاد. في 2003 سجلت ويلز أربع محاولات في خسارتهم في مرحلة 53-37 في دور البلياردو أمام نيوزيلندا، [80] قبل أن يخسروا في ربع النهائي أمام الفائزين بالبطولة في نهاية المطاف، إنجلترا، على الرغم من تفوقهم عليهم بثلاث محاولات مقابل واحدة.

### فترة إعادة الإحياء (2004 – حتى الآن)
تدرب من قبل مايك رودوك، فاز ويلز بأول بطولاته الكبرى منذ عام 1978 وأول بطولة جراند سلام في بطولة الأمم الستة الكبرى في 2005. ركلة جزاء طويلة المدى من جافين هينسون أعطتهم الفوز على إنجلترا في كارديف لأول مرة منذ 12 عامًا،  وبعد الانتصارات على إيطاليا وفرنسا واسكتلندا، واجهوا أيرلندا أمام جمهور كبير في استاد الألفية حيث منحهم فوز ويلز 32-20 بطولة لأول مرة منذ 1994. في وقت لاحق من ذلك العام، تعرضوا لخسارة قياسية في المساكن، 41-3 لنيوزيلندا.
استقال رودوك من منصبه كمدرب رئيسي في منتصف بطولة الأمم الستة عام 2006، حيث احتل ويلز المركز الخامس، وتم تعيين جاريث جينكينز في النهاية كبديل له. قاد جينكينز ويلز خلال نهائيات كأس العالم 2007، حيث فشلوا في التقدم إلى ما بعد مرحلة البلياردو بعد خسارة مباراتهم الأخيرة 38-34 أمام فيجي، وذلك بفضل محاولة جراهام ديوز. بعد ذلك فقد جينكينز وظيفته، وتم تعيين وارين جاتلاند، النيوزيلندي، خلفًا له.

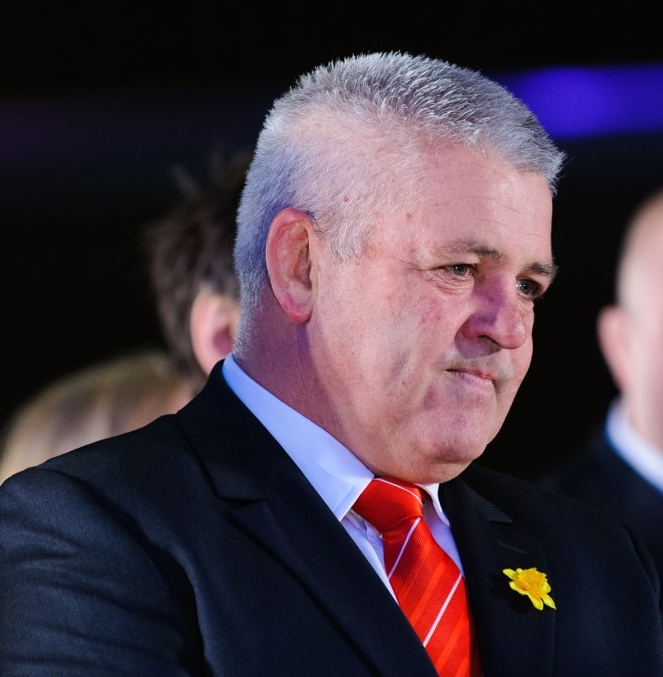
وارين جاتلاند مدرب ويلز من 2008 حتى 2019

### عصر جاتلاند
واجه ويلز إنجلترا في تويكنهام في المباراة الافتتاحية لجاتلاند كمدرب وأول مباراة لهم في بطولة الأمم الستة لعام 2008. لم يهزموا إنجلترا هناك منذ عام 1988، واستمروا في الفوز 26-19. فازوا في نهاية المطاف بجميع مبارياتهم في البطولة، وتنازلوا عن محاولتين فقط في هذه العملية ، للمطالبة بالبطولات الأربع الكبرى. في وقت لاحق من ذلك العام ، هزمت ويلز أستراليا 21-18 في كارديف ، لكنها بدأت بعد ذلك سلسلة متتالية من 23 مباراة بدون فوز ضد دول نصف الكرة الجنوبي في أستراليا ونيوزيلندا وجنوب إفريقيا.
في كأس العالم 2011، وصلت ويلز إلى الدور نصف النهائي لأول مرة منذ عام 1987، لكنها خسرت 9-8 أمام فرنسا بعد طرد الكابتن سام واربورتون. التقى الفريقان مرة أخرى في مارس 2012، مع حاجة ويلز للفوز للمطالبة بثالث بطولة أمم غراند سلام للمرة الثالثة في ثماني سنوات ، وهو ما فعلوه بفوزهم 16-9. تبع ذلك على الفور سلسلة هزائم من ثماني مباريات تم كسرها في نهاية المطاف خلال بطولة الأمم الستة لعام 2013، حيث احتفظ ويلز بالبطولة لأول مرة منذ عام 1979. وصل ويلز إلى ربع نهائي كأس العالم 2015 على حساب المضيف إنجلترا ، قبل أن يخسر 23-19 أمام جنوب إفريقيا. كما حققت ويلز أيضًا رابع بطولة جراند سلام خلال 14 عامًا والأولى منذ سبع سنوات في بطولة الأمم الست لعام 2019.
وصلت ويلز إلى صدارة التصنيف العالمي للرجبي للرجال في أغسطس 2019، حيث احتلت المركز لمدة أسبوعين. صعدوا إلى صدارة مجموعتهم في كأس العالم للرجبي 2019، وفازوا في جميع مبارياتهم في البلياردو لأول مرة منذ البطولة الافتتاحية في عام 1987، ووصلوا في النهاية إلى الدور نصف النهائي قبل أن يخسرهم بطل نهائي جنوب أفريقيا. ؛ خسر ويلز أمام نيوزيلندا في النهائي البرونزي واحتلت المركز الرابع في البطولة.

### عصر بيفاك
في يوليو 2018، أُعلن أن مدرب فريق سكارليتس آنذاك واين بيفاك سيخلف جاتلاند كمدرب ويلز بعد كأس العالم للرجبي 2019. كانت المباراة الأولى لبيفاك في منصبه مباراة ضد مدرب فريق بربريانز بواسطة جاتلاند في نوفمبر 2019. على الرغم من فوز بيفاك بأول مسؤول دولي كامل في بطولة الأمم الست لعام 2020 ضد إيطاليا ، إلا أن ويلز سجلت فوزين آخرين فقط طوال العام ، حيث احتلت المركز الخامس في كل من بطولة الأمم الست وكأس أمم الخريف. شهد عام 2021 فوز ويلز بلقب بطولة الأمم الستة للمرة الرابعة في العقد الماضي ، على الرغم من فشلهم في الفوز ببطولة جراند سلام عند وفاة مباراتهم النهائية ضد فرنسا في باريس.

## وصلات خارجية
- الموقع الرسمي